# Панак чорносмугий
Панак чорносмугий (Panaque nigrolineatus) — вид прісноводних риб з роду Panaque родини Лорікарієві ряду сомоподібні. Інша назва «панак королівський». Має 5 підвидів. Зустрічається в Південній Америці, утримують також в акваріумах.

## Опис
Досягає завдовжки 43 см (в акваріумі — 30 см). Голова доволі велика, дуже широко. Очі великі, опуклі з райдужною оболонкою. Рот являє собою велику і сильну присоску, розташовано у нижній частині голови. Є 2 пари коротких вусів. Тулуб сплощений, видовжений, вкрито великими шкіряними пластинками. Кишка містить симбіотичні бактерії, що сприяє гарному травленню. Спинний, грудні та хвостовий плавці великі та широкі, добре розвинені. У самця на грудних плавцях є шипики. Черевні плавці трохи поступаються грудним плавцям. Жировий плавець крихітний. Анальний плавець маленький.
Колір цього сомика мінливий, залежить від місцевості перебування, звідси походить розподіл на підвиди. Забарвлення зазвичай платинове з чорними або темно-коричневими поздовжніми хвилями лініями. Вони можуть перериватися, перетворюючись на плями. Основний колір може змінюватися до синювато-сірого. Очі золотаво-коричневі або червонуваті. Непарні плавці — чорні, з окремими платино-жовтими променями, верхні та нижні куточки хвостового плавця мають жовте забарвлення. Деякі особини мають також смужки на плавцях і череві (відповідно до смуг на тулубі).

## Спосіб життя
Бентопелагічна риба. Зустрічається в річках з середньою течією та піщано-кам'янистим дном. Вдень ховається у печерках або під корчами. Активна в присмерку та вночі. Живиться переважно водоростями (до 70 %), а також дрібною рибою, креветками, молюсками, личинками. Здатен перетравлювати деревину.
Статева зрілість настає у 2,5—3 роки при розмірі 13—20 см. Ростуть повільно.
Тривалість життя до 10 років.

## Розповсюдження
Мешкає в басейнах річок Амазонка і Оріноко — в межах Венесуели, Колумбії та Бразилії.

## Підвиди
- Panaque sp. cf. nigrolineatus «Тапажос» — «золота лінія» (40 см), смуги бежево-золотавого кольору;
- Panaque sp. cf. nigrolineatus «Токантінс» — смуги з тіла тягнуться на спинний, грудні та хвостовий плавці;
- Panaque sp. cf. nigrolineatus «Шінгу» — смуги бежево-зеленуватого відтінку, облямовка хвостового плавця жовтувата, довгі плавці, витягнута морда;
- Panaque sp. cf. nigrolineatus «Кавуновий» — смуги чорного кольору, очі червоного кольору;
- Panaque sp. cf. nigrolineatus «Оливковий» — смуги чорного кольору, на хвостовому стеблі перетворюються на окремі плями, забарвлення більш оливкове.

## Утримання в акваріумі

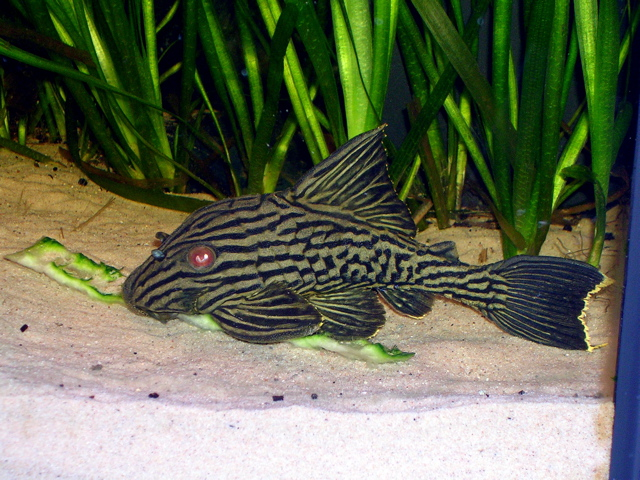

Можна утримувати в загальному акваріумі з великою кількістю укриттів. Бажана наявність течії. Обов'язкова наявність натурального корча, зішкрябуючи який риба отримує необхідну целюлозу. Оптимальні умови утримання: температура 22-28 °C, твердість 5-20°, pH 6,5-7,5. Корм переважно рослинний, декілька разів на тиждень додають заморожений мотиль, таблетки для сомів.